# Lleis de Newton

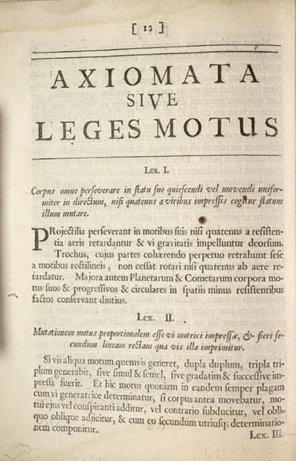
Primera i segona lleis en llatí en l'edició original del 1687 de la Philosophiæ Naturalis Principia Mathematica

Les lleis del moviment de Newton, o simplement les lleis de Newton, són les lleis que Isaac Newton va formular, que descrivien les causes i formes de moviment dels cossos i són la base de la mecànica clàssica. Newton va publicar aquestes lleis el 1687 en un treball de tres volums titulat Philosophiae Naturalis Principia Mathematica; en el tercer volum, les va combinar amb la seva llei de la gravitació universal per tal d'explicar les llavors reconegudes lleis de Kepler sobre el moviment dels planetes.

Les lleis de moviment de Newton són tres lleis físiques que, juntes, van establir les bases per a la mecànica clàssica. Descriuen la relació entre un cos i les forces que actuen sobre ell, i el seu moviment en resposta a aquestes forces. Aquestes tres lleis s'han expressat de diverses maneres, durant gairebé tres segles.
| « | Constitueixen els fonaments no només de la dinàmica clàssica sinó també de la física clàssica en general. Encara que inclouen certes definicions i en cert sentit es poden veure com axiomes, Newton va afirmar que estaven basades en observacions i experiments quantitatius; certament no es poden derivar a partir d'altres relacions més bàsiques. La demostració de la seva validesa rau en les prediccions. La validesa d'aquestes prediccions va ser verificada en tots i cadascun dels casos durant més de dos segles. | » |

## Fonaments teòrics

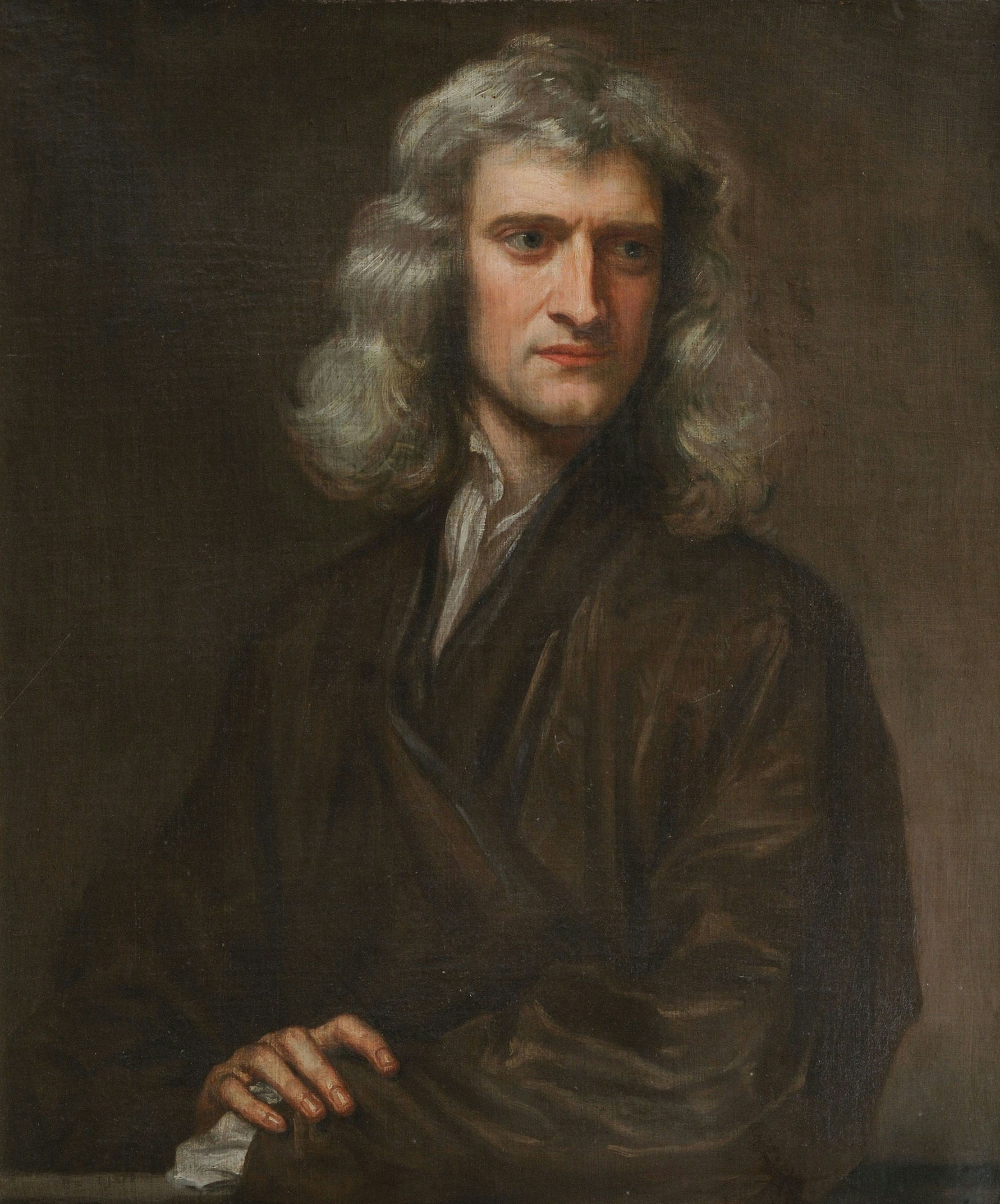
Retrat de sir Isaac Newton (1642-1727)

El primer concepte que maneja Newton és el de massa, que identifica amb «quantitat de matèria». Newton assumeix tot seguit que la quantitat de moviment és el resultat del producte de la massa per la velocitat. En tercer lloc, precisa la importància de distingir entre allò absolut i relatiu sempre que es parli de temps, espai, lloc, o moviment.
En aquest sentit, Newton, que entén el moviment com una translació d'un cos d'un lloc a un altre, per arribar al moviment absolut i veritable d'un cos:
| « | […] compon el moviment (relatiu) d'aquest cos al lloc (relatiu) en què se'l considera, amb el moviment (relatiu) del lloc mateix en un altre lloc on estigui situat, i així successivament, pas a pas, fins a arribar a un lloc immòbil, és a dir, al sistema de referències dels moviments absoluts. | » |

D'acord amb aquest plantejament, estableix que els moviments aparents són les diferències dels moviments veritables i que les forces en són causes i efectes. Conseqüentment, la força a Newton té un caràcter absolut, no relatiu.
Les lleis enunciades per Newton, i considerades com les més importants de la mecànica clàssica, són tres: la llei d'inèrcia, la relació entre força i acceleració i la llei d'acció i reacció. Newton va plantejar que tots els moviments s'atenen a aquestes tres lleis principals, formulades en termes matemàtics. Un concepte és la força, causa del moviment i un altre és la massa, el mesurament de la quantitat de matèria posada en moviment; tots dos són denominats habitualment per les lletres F i m.

## Història
La dinàmica és la part de la física que estudia les relacions entre els moviments de les causes que provoquen les forces, que actuen sobre ells i els cossos. La dinàmica té bastants punts de vista, com per exemple: és apropiada per l'estudi dinàmic de sistemes grans. Aquests fenòmens són el punt de partida sobre el món quotidià. Si es vol canviar la posició d'un cos en repòs és necessari empènyer o aixecar-lo, és a dir, exercir una acció sobre ell.
A part que el problema del moviment és molt complex, tots aquells que fenòmens que s'observen a la natura (caiguda d'un objecte des de l'aire, moviment d'una bicicleta, un cotxe o un coet especial) són complicats. Això va fer que el coneixement sobre els fets fos erroni durant segles.
Aristòtil va pensar que el moviment d'un cos s'atura quan la força que l'empeny deixa d'actuar. Es va descobrir que no era cert però pel prestigi d'Aristòtil va fer que aquestes idees perduressin segles. En canvi els científics com Galileo Galilei o Isaac Newton van fer avanços molt importants amb les seves noves formulacions.

## Les tres lleis de Newton

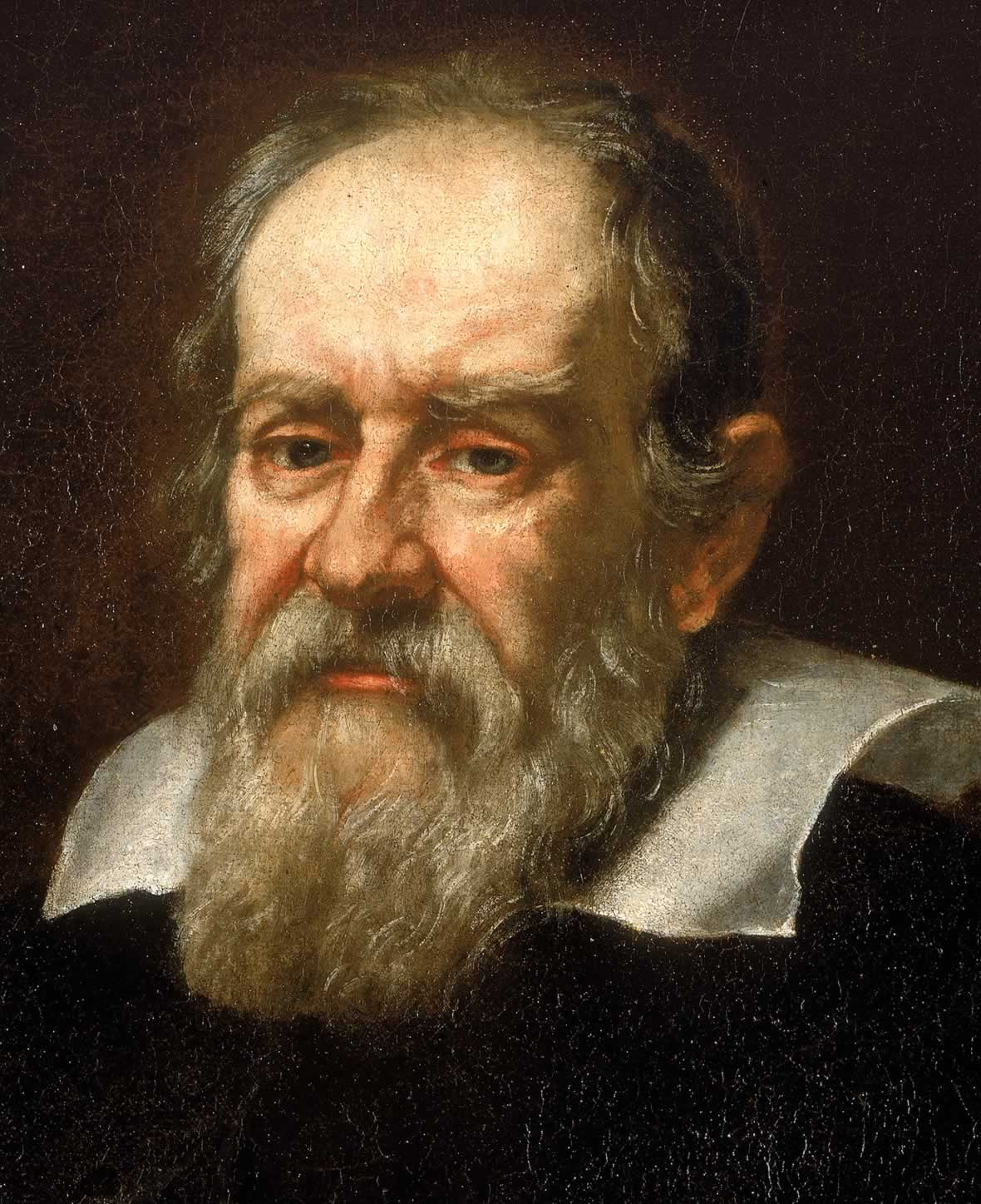
Galileo Galilei

### Primera llei o principi o llei d'inèrcia
"Tot cos lliure, sobre el qual no actua cap força, manté el seu estat de moviment, ja sigui en repòs, o ja sigui en moviment rectilini uniforme." També anomenada principi de Galileu i pot expressar-se com:
{\displaystyle \sum F=0}
El principi d'inèrcia es compleix quan no actuen forces sobre un cos o quan les forces que hi actuen es contraresten entre si. En aquests casos, és quan diem que el cos està en equilibri. Segons aquesta llei, podríem dir que l'efecte de les forces no és mantenir el moviment, com pensava Aristòtil, sinó modificar-lo, és a dir, accelerar-lo.
Una dificultat perquè el principi d'inèrcia s'aprovés va ser que els cossos a la Terra no es mantenen mai indefinidament en moviment. Tots els mòbils perden la velocitat i s'acaben parant. Es va pensar que aquesta desacceleració podria ser provocada per falta d'una força. Però Galileu va raonar que era a causa d'una altra força que els frena. Aquestes forces són les anomenades forces de fregament, que si no fos per aquestes els cossos de la Terra es mourien indefinidament.

### Segona llei o llei fonamental de la dinàmica
"Tot cos sobre el qual actua una força es mou de tal manera que la variació de la seva quantitat de moviment respecte al temps és igual a la força que produeix el moviment." S'expressa amb la fórmula següent:
en què {\displaystyle {\vec {p}}=m{\vec {v}}} és la quantitat de moviment (producte de la massa {\displaystyle m} per la velocitat {\displaystyle {\vec {v}}}) i {\displaystyle {\vec {F}}} és la força.
Si diverses forces actuen simultàniament sobre un cos, també podrem aplicar la fórmula fonamental de la dinàmica. En aquest cas, la força que apareix en el primer membre serà resultant de totes les forces a les quals el cos està sotmès.
La segona llei de Newton inclou el principi d'inèrcia.

### Tercera llei o principi d'acció i reacció
"Sempre que un cos exerceix una força sobre un altre, aquest segon cos exerceix una força igual i de sentit contrari sobre el primer." Matemàticament, es pot expressar de la manera següent:
 A més, aquestes dues forces es troben sobre la línia que uneix el centre de massa dels dos cossos. No hem d'oblidar que aquestes dues forces, tot i que tenen el mòdul i la direcció iguals però el sentit oposat, no es contraresten, ja que estan aplicades sobre cossos diferents.

## Exemples
Objectes amb massa variable
Segons la física newtoniana, la massa no pot ser creada ni destruïda, però sí que pot ser reorganitzada. Per exemple, un objecte d'interés pot guanyar o perdre massa segons si presenta més o menys massa degut a que se l'hi ha afegit o remogut. En aquest cas les lleis de Newton s'apliquen exclusivament a les masses individuals seguint el recorregut que segueixen les peces al llarg del temps.

## Limitacions i generalitzacions posteriors
Després que Newton formulés les tres famoses lleis, nombrosos físics i matemàtics van fer contribucions per donar-los una forma més general o de més fàcil aplicació a sistemes no inercials oa sistemes amb lligadures. Una d'aquestes primeres generalitzacions va ser el principi d'Alembert de 1743 que era una forma vàlida per quan existissin lligadures que permetia resoldre les equacions sense necessitat de calcular explícitament el valor de les reaccions associades a aquestes lligadures.
Per la mateixa època, Lagrange va trobar una forma de les equacions de moviment vàlida per a qualsevol sistema de referència inercial o no-inercial sense necessitat d'introduir forces fictícies. Ja que és un fet conegut que les Lleis de Newton, tal com van ser escrites, només són vàlides als sistemes de referència inercials, o més precisament, per aplicar-les a sistemes no-inercials, requereixen la introducció de les anomenades forces fictícies, que es comporten com a forces però no estan provocades directament per cap partícula material o agent concret, sinó que són un efecte aparent del sistema de referència no inercial.
Més tard la introducció de la teoria de la relativitat va obligar a modificar la forma de la segona llei de Newton (vegeu (2c)), i la mecànica quàntica va deixar clar que les lleis de Newton o la relativitat general només són aproximacions al comportament dinàmic en nivell macroscòpic escales macroscòpiques. També s'han conjecturat algunes modificacions macroscòpiques i no-relativistes, basades en altres supòsits com la dinàmica newtoniana modificada dinàmica MOND.

### Generalitzacions relativistes
Les lleis de Newton constitueixen tres principis aproximadament vàlids per a velocitats petites. La manera com Newton les va formular no era la més general possible. De fet, la segona i tercera llei en la seva forma original no són vàlides a la mecànica quàntica relativista, però, formulades de forma lleugerament diferent la segona llei és vàlida, i la tercera llei admet una formulació menys restrictiva que és vàlida en mecànica relativista.
- Primera llei, en absència de camps gravitatoris no requereix modificacions. En un espai-temps pla una línia recta compleix la condició de ser geodèsica. En presència de curvatura a l'espai-temps la primera llei de Newton continua sent correcta si substituïm l'expressió línia recta per línia geodèsica.
- Segona llei. Continua sent vàlida si es diu que la força sobre una partícula coincideix amb la taxa de canvi del seu moment lineal. Ara, però, la definició de moment lineal en la teoria newtoniana i en la teoria relativista difereixen. A la teoria newtoniana el moment lineal es defineix segons (1a) mentre que a la teoria de la relativitat d'Einstein es defineix mitjançant (1b):

(1a){\displaystyle {\mathbf {p}}=m{\mathbf {v}}}

(1b){\displaystyle {\mathbf {p}}={\cfrac {m{\mathbf {v}}}{\sqrt {1-{\frac {v^{2}}{c^{2}}}}}}}

on m és la massa invariant de la partícula i {\displaystyle {\mathbf {v}}} la velocitat d'aquesta mesura des d'un cert sistema inercial. Aquesta segona formulació de fet inclou implícitament definició (1) segons la qual el moment lineal és el producte de la massa per la velocitat. Com que aquest supòsit implícit no es compleix en el marc de la teoria de la relativitat d'Einstein (on la definició és (2)), l'expressió de la força en termes de l'acceleració a la teoria de la relativitat pren una forma diferent. Per exemple, per al moviment rectilini d'una partícula en un sistema inercial cal que l'expressió equivalent a (2a) sigui:

(2b){\displaystyle {\mathbf {F}}=m{\mathbf {a}}\left(1-{\frac {v^{2}}{c^{2}}}\right)^{-{\frac {3}{2}}}}

Si la velocitat i la força no són paral·leles, l'expressió seria la següent:

(2c){\displaystyle {\mathbf {F}}={\frac {m{\mathbf {a}}}{(1-{\frac {v^{2}}{c^{2}}})^{\frac {1}{2}}}}+{\frac {m({\mathbf {v}}\cdot {\mathbf {a}}){\mathbf {v}}}{c^{2}(1-{\frac {v^{2}}{c^{2}}})^{\frac {3}{2}}}}}

Noteu que aquesta última equació implica que excepte per al moviment rectilini i el moviment circular uniforme, el vector d'acceleració i el vector de força no seran paral·lels i formaran un petit angle relacionat amb l'angle que formin l'acceleració i la velocitat.
- Tercera llei. La formulació original de la tercera llei per part de Newton implica que l'acció i la reacció, a més de ser de la mateixa magnitud i oposades, són col·lineals. En aquesta forma, la tercera llei no sempre es compleix en presència de camps magnètics. En particular, la part magnètica de la força de Lorentz que s'exerceixen dues partícules en moviment no són iguals i de signe contrari. Això es pot veure per còmput directe. Donades dues partícules puntuals amb càrregues q1 i q2 i velocitats {\displaystyle \mathbf {v} _{i}}, la força de la partícula 1 sobre la partícula 2 és:

{\displaystyle \mathbf {F} _{12}=q_{2}\mathbf {v} _{2}\times \mathbf {B} _{1}={\frac {\mu q_{2}q_{1}}{4\pi }}\ {\frac {\mathbf {v} _{2}\times (\mathbf {v} _{1}\times \mathbf {\hat {u}} _{12})}{d^{2}}}}

on d la distància entre les dues partícules i {\displaystyle \mathbf {\hat {u}} _{12}} és el vector director unitari que va de la partícula 1 a la 2. Anàlogament, la força de la partícula 2 sobre la partícula 1 és:

{\displaystyle \mathbf {F} _{21}=q_{1}\mathbf {v} _{1}\times \mathbf {B} _{2}={\frac {\mu q_{2}q_{1}}{4\pi }}\ {\frac {\mathbf {v} _{1}\times (\mathbf {v} _{2}\times (-\mathbf {\hat {u}} _{12}))}{d^{2}}}}

Emprant la identitat vectorial {\displaystyle \mathbf {a} \times (\mathbf {b} \times \mathbf {c} )=(\mathbf {a} \times \mathbf {c} )\times \mathbf {b} =(\mathbf {a} \times \mathbf {b} )\times \mathbf {c} }, es pot veure que la primera força està en el pla format per {\displaystyle \mathbf {\hat {u}} _{12}} i {\displaystyle \mathbf {v} _{1}} que la segona força està en el pla format per {\displaystyle \mathbf {\hat {u}} _{12}} i {\displaystyle \mathbf {v} _{2}}. Per tant, aquestes forces no sempre resulten estar sobre la mateixa línia, ni en general són de la mateixa magnitud . Aquest exemple de dues partícules carregades en moviment que interaccionen entre si (expressat de forma clàssica no relativista), és conegut com la paradoxa de Feynman. I es resol tenint en compte de manera completa les equacions de l'electrodinàmica relativista per als camps i les partícules

### Teorema d'Ehrenfest
El teorema d'Ehrenfest permet generalitzar les lleis de Newton al marc de la mecànica quàntica. Si bé en aquesta teoria no és lícit parlar de forces o de trajectòria, es pot parlar de magnituds com ara moment lineal i potencial de manera similar a com es fa a mecànica newtoniana.
En concret la versió quàntica de la segona Llei de Newton afirma que la derivada temporal del valor esperat del moment d'una partícula en un camp iguala al valor esperat de la "força" o valor esperat del gradient del potencial:

{\displaystyle {\begin{aligned}{\frac {d}{dt}}\langle p\rangle =&\int \Phi ^{*}V(x,t)\nabla \Phi ~dx^{3}-\int \Phi ^{*}(\nabla V(x,t))\Phi ~dx^{3}-\int \Phi ^{*}V(x,t)\nabla \Phi ~dx^{3}\\{}=&\;0-\int \Phi ^{*}(\nabla V(x,t))\Phi ~dx^{3}-0\\{}=&\;\langle -\nabla V(x,t)\rangle =\langle F\rangle ,\end{aligned}}}

On:
{\displaystyle V(x,t)\,} és el potencial del qual derivar les «forces».
{\displaystyle \Phi ,\Phi ^{*}\,}, són les funcions d'ona de la partícula i la seva complexa conjugada.
{\displaystyle \nabla \,} denota l'operador nabla.